# کلادیا اودرتی
کلادیا اودرتی (انگلیسی: Claudia O'Doherty; ۲۹ نوامبر ۱۹۸۳ ) کمدین، و هنرپیشه اهل استرالیا است.
از فیلم‌ها یا برنامه‌های تلویزیونی که وی در آن نقش داشته‌است می‌توان به فاجعه، عشق اشاره کرد. او در سال ۲۰۰۹ برندهٔ جایزهٔ کمدی جشنوارهٔ «ملبورن فرینج» شد. او دختر کریس اودرتی (با نام هنری رگ مومباسا) هنرمند و موسیقی‌دان استرالیایی است.